# Embraer C-390 Millennium
O Embraer C-390 Millennium é um avião de transporte militar multimissão para uso tático e logístico, reabastecimento em voo e combate a incêndios florestais, desenvolvido e fabricado pela Embraer Defesa e Segurança, subsidiária do grupo brasileiro Embraer.
Sua designação original "Embraer KC-390" foi alterada em novembro de 2019.
A aeronave estabeleceu um novo padrão para o transporte militar médio, visando atender os requisitos operacionais da Força Aérea Brasileira para substituir o C-130 Hercules. Seu custo de desenvolvimento foi cerca de R$ 2 bilhões de reais.
A fabricante pretende vendê-lo às forças aéreas que utilizam essa classe de cargueiro. É o maior avião militar já fabricado no hemisfério sul.

## Histórico

### Desenvolvimento
O C-390 Millennium foi desenvolvido como um jato militar de transporte, anunciado pela primeira vez na feira de materiais de defesa Latin America Aero & Defence (LAAD), no Rio de Janeiro, em abril de 2007. Na edição de 2009 do mesmo evento foi anunciado formalmente o lançamento do programa.

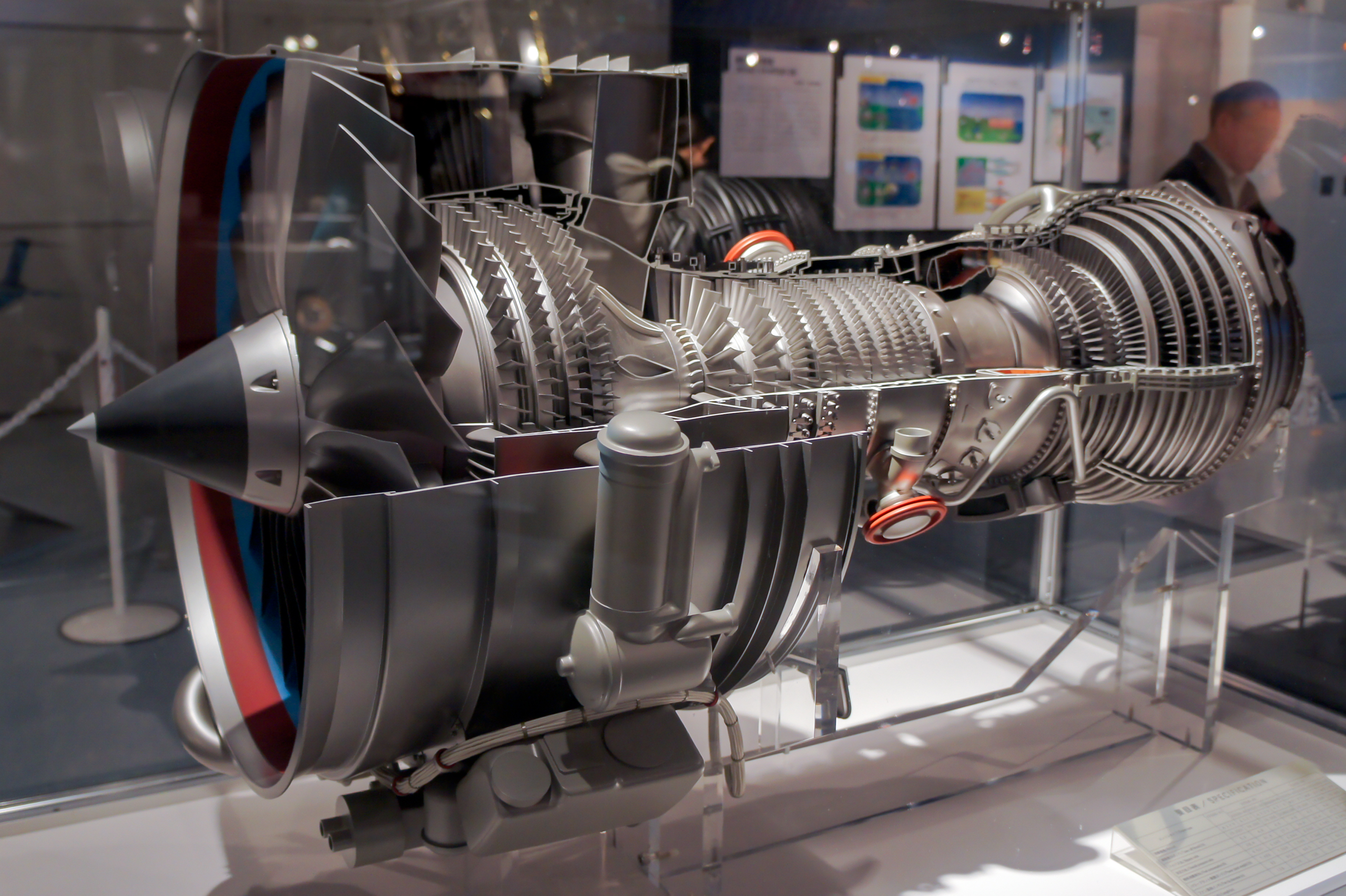
Vista em corte do motor IAE V2500

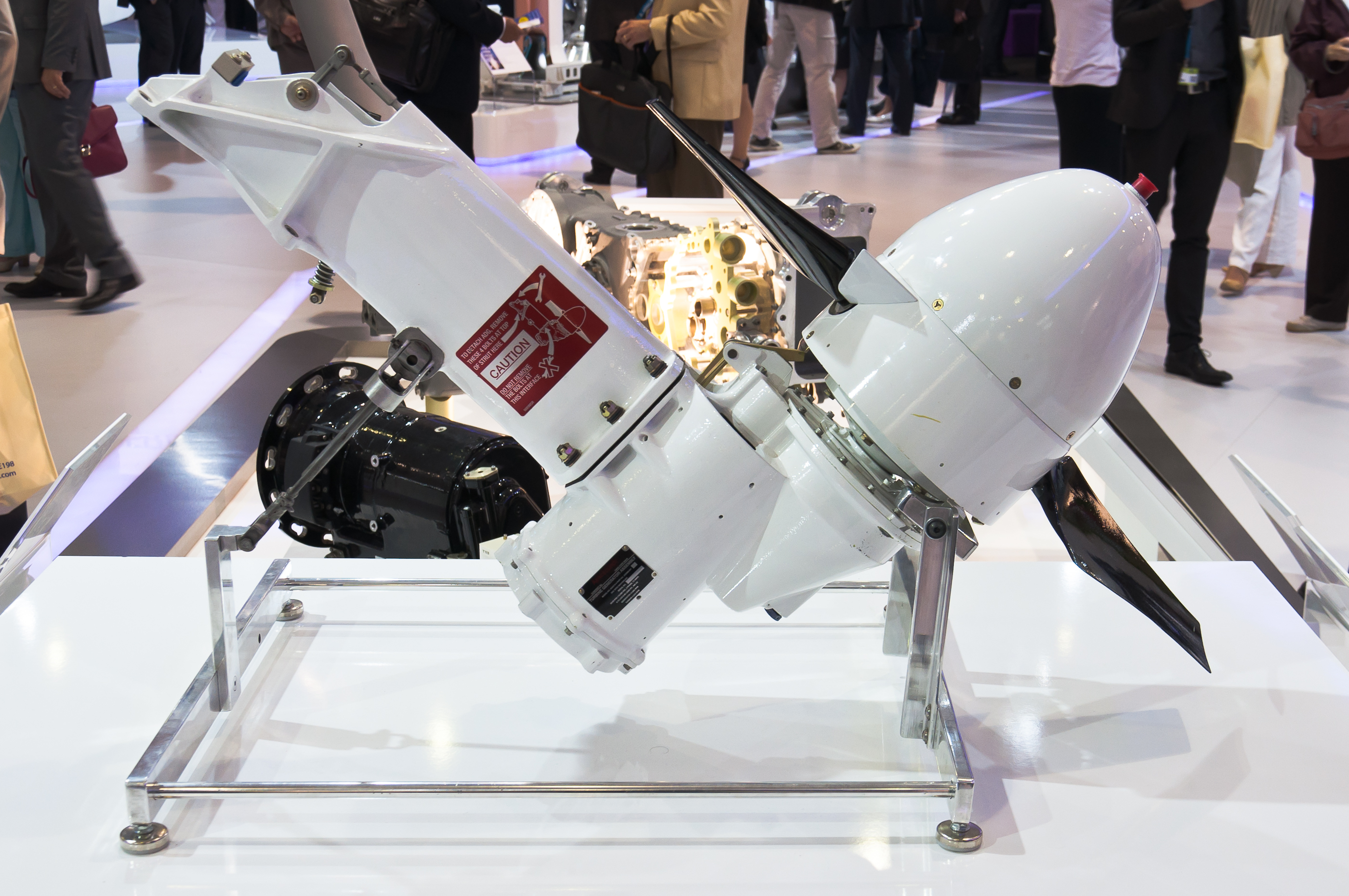
Sistema de emergência de geração elétrica fabricado pela Safran Hispano-Suiza

É equipado com dois motores turbofan Pratt & Whitney, modelo IAE V2500-E5, com empuxo de 31 330 lbf (139 400 N) cada. Utiliza a tecnologia fly-by-wire em sua aviônica e tem capacidade para transportar 23 toneladas de carga, inclusive veículos.
Em outubro de 2009, o Congresso Brasileiro aprovou a destinação de 305 milhões de reais à Embraer para o desenvolvimento da aeronave. Essa verba foi liberada pela Força Aérea Brasileira (FAB) pelo aval do poder executivo.
No início de março de 2009, o governo brasileiro anunciou um investimento inicial de R$ 50 milhões a R$ 60 milhões. Esse montante representava cerca de 5% do custo de desenvolvimento. Enquanto a empresa não fechava outras parcerias, a FAB preparou a proposta de compra de um lote de trinta unidades, incluindo os dois protótipos. O valor do primeiro contrato deveria chegar a 1,3 bilhão de dólares, em um mercado estimado pela fabricante em 20 bilhões de dólares
Ainda em março de 2009, o governo brasileiro, em meio às turbulências da economia mundial, reiterou investimentos no projeto a fim de garantir empregos na fabricante e dotar sua força aérea com o novo equipamento. Até novembro de 2012, o projeto da nova aeronave fez surgir mil oportunidades de trabalho dentro da própria Embraer, com a criação, no início de 2011, da Embraer Defesa e Segurança (EDS), sediada na cidade de Gavião Peixoto.
Em março de 2013, a FAB e a EDS concluíram a Revisão Crítica de Projeto (CDR) da aeronave.
Após cinco anos de desenvolvimento foram concluídos os modelos para integração de todos os sistemas da aeronave e simulações de voo, realizadas em mock-up, que são simuladores em tamanho real da cabine de comando.
O desenvolvimento do projeto e a produção, envolvendo a integração de tecnologias, sistemas eletrônicos e aviônica, foram de responsabilidade da Embraer Defesa e Segurança e contou com R$ 4,5 bilhões do Programa de Aceleração do Crescimento (PAC), além de R$ 5,5 bilhões em programas militares da marinha e aeronáutica. A FAB investiu US$ 2 bilhões no projeto, desenvolvimento e montagem dos dois protótipos. Em 2019 adquiriu 28 unidades do cargueiro, ao custo de R$ 7,2 bilhões.

### Parcerias
Para o desenvolvimento e produção da aeronave, a Embraer firmou parcerias com empresas da Argentina, Portugal e Chéquia. A empresa brasileira fornece a seção dianteira da fuselagem com a cabine de pilotagem, asas, seção intermediária da fuselagem e estabilizadores vertical e horizontal. Executa também a integração dos comandos de voo, softwares, aviônica e equipamentos como os trens de pouso, que também produz, através de sua subsidiária Eleb. A Argentina, por meio da FAdEA, fornece as portas do trem de pouso dianteiro, porta dianteira direita, parte da rampa de acesso traseira, flaps e cone de cauda. Portugal, por meio da OGMA, fornece a seção central da fuselagem, sponson e portas do trem de pouso principal e leme de profundidade. A Chéquia fornece a porta dianteira esquerda, portas traseiras, parte da rampa de acesso traseira e a seção traseira da fuselagem.

### Protótipos, início da produção e certificação

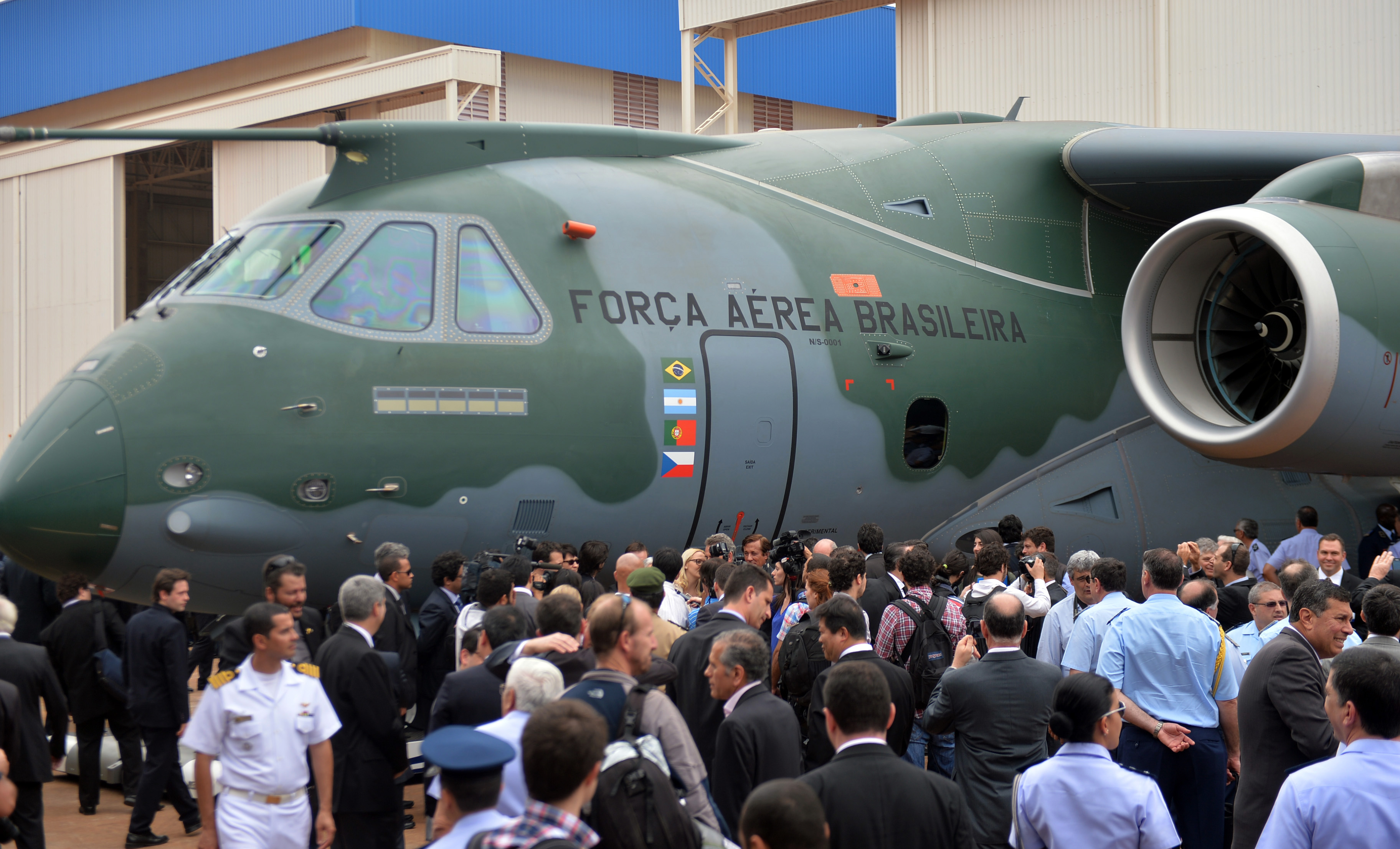
Apresentação do C-390 Millennium (protótipo PT-ZNF) em 21 de outubro de 2014

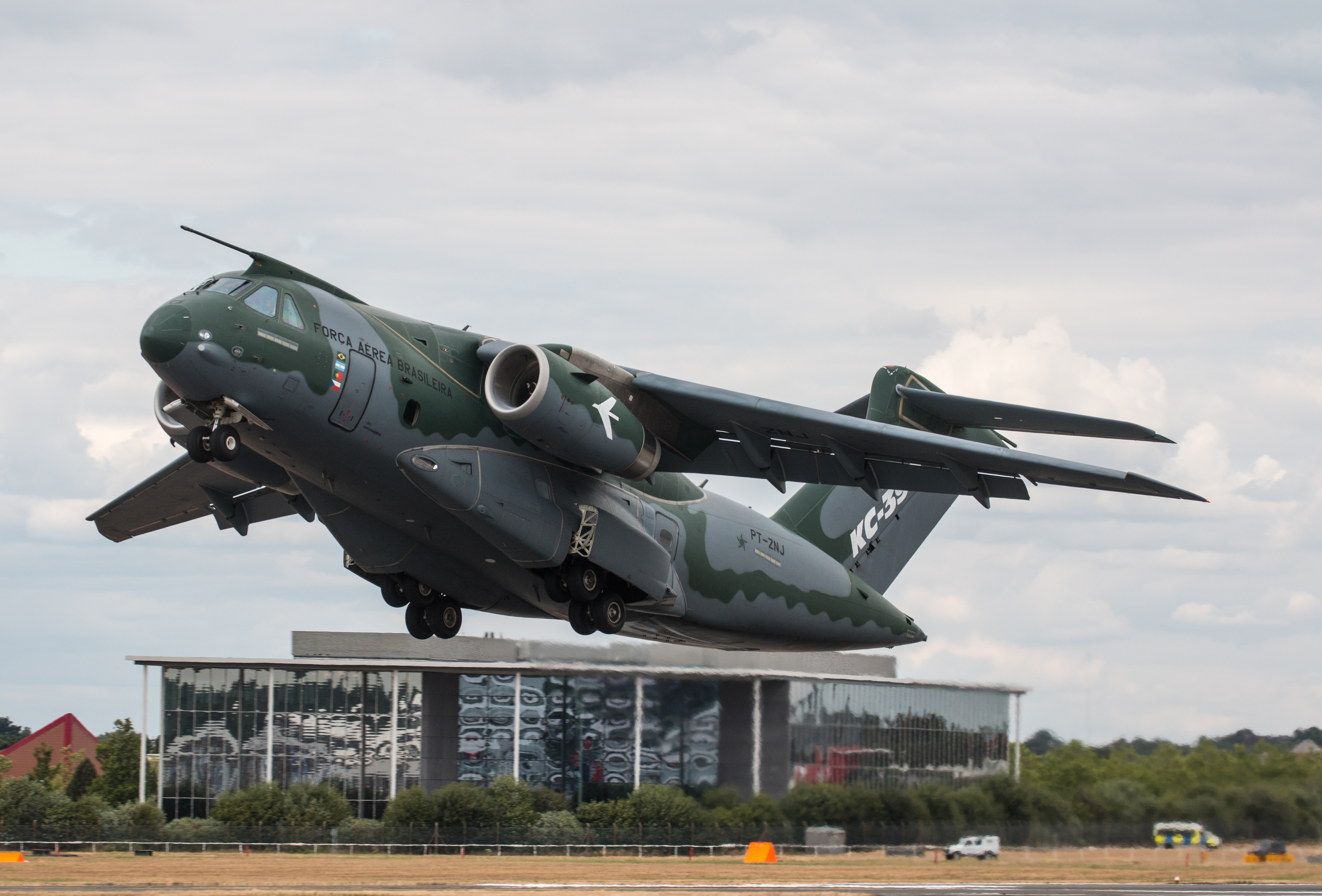
Protótipo PT-ZNJ no Show Aéreo Internacional de Farnborough (julho de 2018)

Dois protótipos foram previstos no programa de desenvolvimento, montados na unidade Embraer Defesa e Segurança em Gavião Peixoto, no interior do estado de São Paulo. O primeiro protótipo (PT-ZNF) foi apresentado em 21 de outubro de 2014 e voou pela primeira vez em 3 de fevereiro de 2015. Em fevereiro de 2016, o primeiro protótipo havia cumprido mais de cem horas de voo.
A montagem do segundo protótipo (PT-ZNJ) foi concluída em março de 2016 e voou no dia 28 de abril.
Em 21 de junho de 2016, a FAB e a Embraer realizaram com sucesso o primeiro lançamento de paraquedistas.
O cronograma de desenvolvimento do C-390 Millennium sofreu atraso de dois anos, por conta de restrições orçamentárias governamentais. A certificação e as primeiras entregas para a FAB foram previstas para 2018. O segundo país a receber a aeronave foi Portugal, em outubro de 2022.

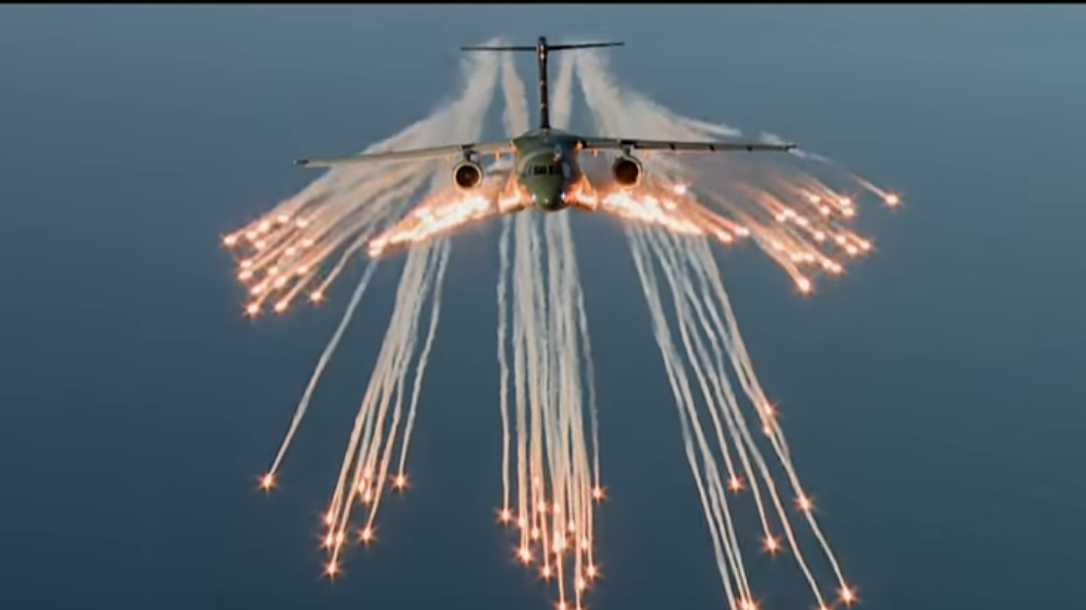
Testes de chaff & flare (contramedidas eletrônicas), realizados em outubro de 2019

Em fevereiro de 2017 foi iniciada a produção em série na unidade da EDS em Gavião Peixoto. A primeira aeronave de série tinha previsão inicial para entrega à FAB no final de 2018. No entanto, com a perda de um dos protótipos em um acidente ocorrido meses antes, durante um teste em maio, a primeira unidade de produção foi utilizada para dar continuidade aos testes. A primeira das três unidades da série prevista para entrega em 2019, voou pela primeira vez em 9 de outubro de 2018. Em 19 de outubro, dez dias depois do voo inaugural da primeira unidade de série, o cargueiro recebeu a certificação da Agência Nacional de Aviação Civil (ANAC), habilitando a aeronave para comercialização e operação em todo o território brasileiro.
No final de outubro de 2019 foram realizados no espaço aéreo de Canoas, Rio Grande do Sul, os testes de chaff & flare, testes das contramedidas eletrônicas para evitar a localização por radares e desviar mísseis inimigos, utilizando dispositivos irradiadores de infravermelho.
O ensaio de frio extremo (cold soak) foi realizado em fevereiro de 2021, em Fairbanks, no Alasca, para cumprir mais um passo da certificação. Nas operações para o ensaio, o C-390 realizou o voo com maior duração que havia feito até então – 6h28, de Moses Lake, em Washington, até Fairbanks. A aeronave foi submetida durante um longo período a temperaturas extremamente baixas, com picos de -37,8 °C. Durante a exposição a essas temperaturas, foram realizados testes operacionais do radar, controles de voo, motores, dos sistemas aviônicos, e outros.
O ensaio para a certificação operacional de reabastecimento em voo foi realizado em 26 de março de 2021, em Gavião Peixoto. O procedimento envolveu duas aeronaves KC-390, sendo a certificação referente à operação da aeronave que é reabastecida. O ensaio foi conduzido por pilotos e engenheiros do Instituto de Pesquisas e Ensaios em Voo, subordinado ao Departamento de Ciência e Tecnologia Aeroespacial, e supervisionado por engenheiros do Instituto de Fomento e Coordenação Industrial, instituto também subordinado ao DCTA e responsável pela certificação. Foi avaliada a versatilidade da aeronave na operação de reabastecimento em voo, tanto para o seu posicionamento relativo ao avião reabastecedor, como o acoplamento da mangueira de transferência de combustível.
Os testes em voo para a capacidade de combate a incêndios florestais foram concluídos em 5 de setembro de 2022, com a certificação do Sistema Modular Aerotransportado de Combate a Incêndios (Modular Airborne Fire Fighting System - MAFFS II). O sistema é capaz de lançar até 11 300 litros de água, que pode ser misturada a um retardante de fogo, de acordo com os critérios de uso do solo. Projetado para fazer interface com o Sistema de Manuseio de Carga (Cargo Handling System), o MAFFS II é instalado no compartimento de carga utilizando o próprio trailer da aeronave e requer apenas energia fornecida pela aeronave para operar. O bocal de lançamento é montado próximo à porta lateral, sem necessidade de modificação estrutural.

## Missões

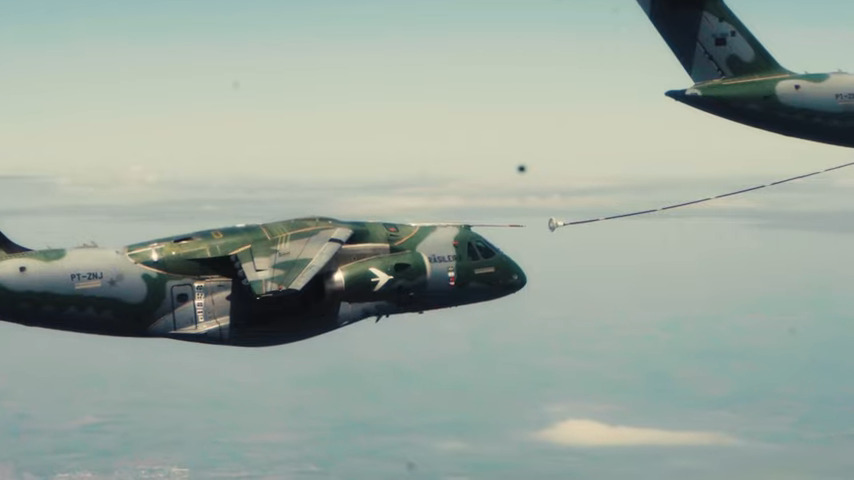
Ensaio de reabastecimento em voo

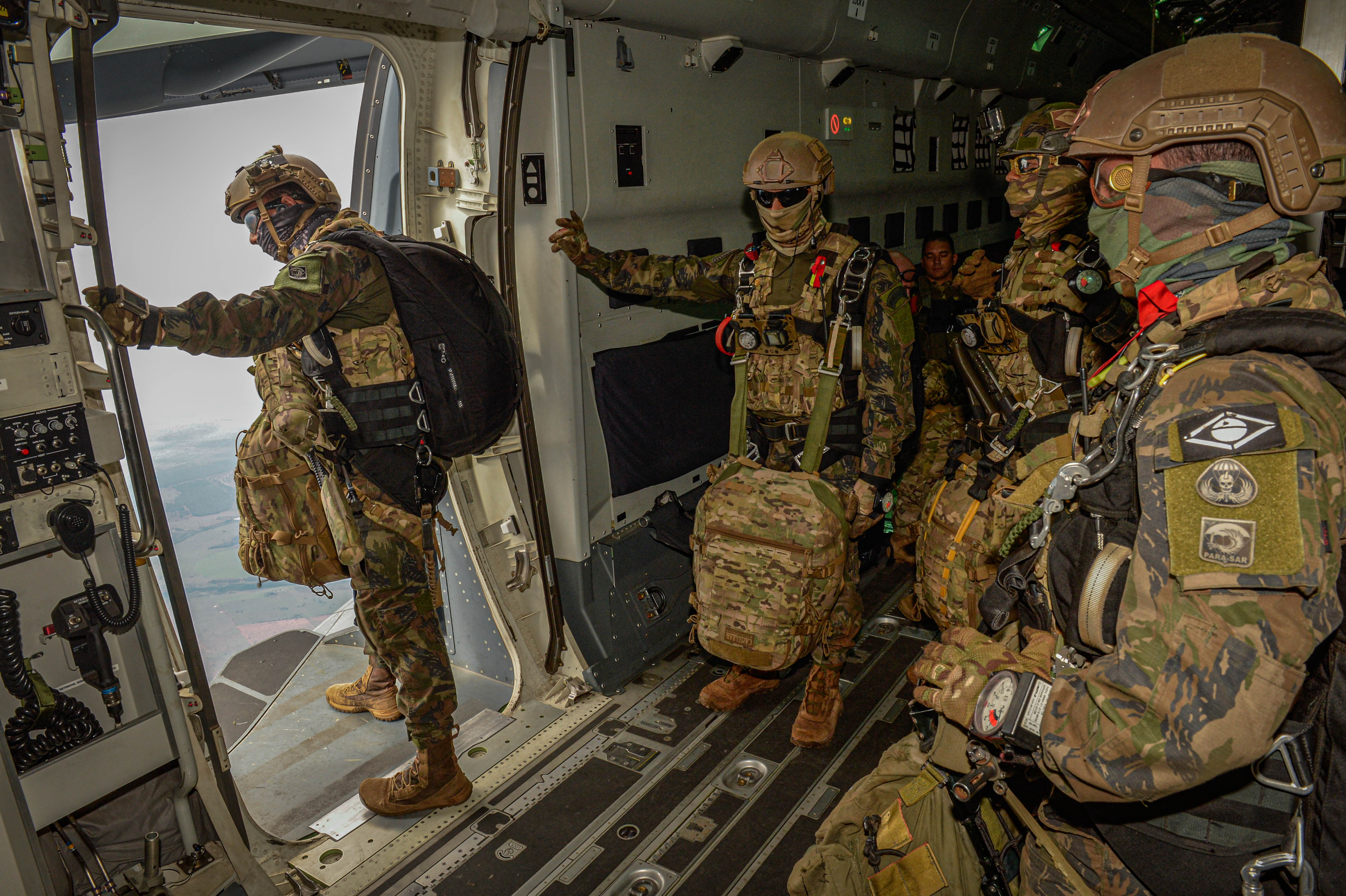
Treinamento de paraquedistas

- Transporte e lançamento de cargas e tropas;[44]
- Reabastecimento em voo - caças, transporte ou (ISR) e no solo;
- Evacuação Aeromédica (UTI móvel, remoção de feridos);
- Transporte de cargas paletizadas;
- Transporte de veículos leves e médios;
- Ajuda humanitária;
- Lançamento a baixa altura (LAPES - Low Altitude Parachute Extracting System);
- Lançamento de cargas e paraquedistas em todas as altitudes;
- Operação em pistas não pavimentadas e curtas;
- Combate a incêndios florestais.

Segundo a diretoria do programa, o cargueiro pode também ser adaptado para atender alguns segmentos civis, como indústrias de mineração e petróleo. Essa adaptação é possibilitada pelo alto grau de modularidade na reconfiguração dos sistemas de missões.

## Ficha técnica
Especificações.

### Dimensões externas
- Envergadura: 35,05 m
- Comprimento: 35,20 m
- Altura: 11,84 m

### Dimensões internas do compartimento de carga
- Comprimento máximo: 18,54 m
- Altura máxima: 3,20 m
- Largura máxima: 3.45 m

### Pesos e capacidades
- Vazio: 51 000 kg (112 000 lb)
- Máximo de decolagem (MTOW) 67 000 kg (148 000 lb) (missões táticas); 74 400 kg (164 000 lb) (normal) e 81 000 kg (179 000 lb) (transporte logístico)
- Carga útil máxima: 26 000 kg (57 300 lb)
- Combustível nas asas: 23 200 litros (6 130 galões)
- Tripulação:   Três (um piloto, um co-piloto e um engenheiro de voo) e oitenta soldados equipados ou 64 paraquedistas (configuração típica)

### Desempenho
- Velocidade máxima: 0,8 Ma (988 km/h)
- Velocidade máxima de cruzeiro: 470 kn (870 km/h)
- Alcance com carga útil máxima: 1 520 m.n. (2 820 km)
- Alcance de traslado: 3 310 m.n. (6 130 km)
- Transferência de combustível: 2 495 km (raio de missão REVO)
- Altitude máxima da operação: 36 000 ft (11 000 m)
- Distância de decolagem: 1 100 m (missões táticas); 1 300 m (normal) e 1 630 m (transporte logístico)

### Estrutura
- Fator de carga: 3,0 g  (missões táticas em pista semipreparada); 2,5 g (normal) e 2,25 g (transporte logístico)
- Pressurização: 7,6 psi (52 400 Pa)

### Propulsão
- Dois Turbofans Pratt & Whitney IAE V2500-E5 - 31 330 lbf (139 400 N) de empuxo cada.[12][47]

### Sistemas e equipamentos
- RWR / chaff & flare (sistemas de autodefesa)
- DIRCM - Directional Infrared Countermeasures (sistemas de autodefesa)
- Sistema de reabastecimento em voo
- Sistema HUD duplo
- Iluminação da cabina compatível com sistemas de visão noturna
- Sistema de cálculo preciso do ponto de lançamento de carga
- EEPGS – Emergency Electric Power Generator System (Sistema de emergência de geração de energia elétrica) do tipo RAT (turbina eólica de emergência)
- MAFFS II – Modular Airborne Fire Fighting System (Sistema Modular Aerotransportado de Combate a Incêndios)

## Operadores

### Confirmados
Países que assinaram contratos de compra da aeronave. No total, foram vendidas 41 aeronaves e uma opção de compra.
- Brasil — Inicialmente, trinta aeronaves (incluindo os dois protótipos) seriam entregues à Força Aérea Brasileira.[16] Em novembro de 2021, o Ministério da Aeronáutica oficializou a intenção unilateral de reduzir as encomendas contratadas para quinze unidades. Em fevereiro de 2022, um novo acordo foi feito para fornecimento de 22 aeronaves, com entregas prevista até 2034.[48]
- Hungria — Duas unidades encomendadas, em novembro de 2020.[49]
- Portugal — Seis unidades encomendadas, com opção para mais dez, a partir de 2025.[50][51][52]
- Países Baixos — Cinco unidades a serem encomendados para substituir seus C-130 Hercules, a partir de 2026.[53][54]
- Austria — Quatro unidades encomendadas para substituir seus C-130 Hercules.[55]
- Chéquia — Duas aeronaves,[56] em outubro de 2023.[57]
- Coreia do Sul — Três aeronaves.[58] Em dezembro de 2023, a Embraer venceu a licitação pública realizada pela Coreia do Sul para compra de um novo cargueiro para Força Aérea da Coreia do Sul.[59]
- Suécia  — Quatro unidades selecionadas em novembro de 2024, confirmadas em abril de 2025 para substituir seus C-130 Hercules.[60]
- Em 27 de dezembro de 2024, a Embraer anunciou um contrato para duas aeronaves para um cliente não divulgado.[61]
- Lituânia — Três unidades anunciadas em junho de 2025.[62]

### Potenciais
Países que assinaram cartas de intenções de compra, mas não formalizaram os acordos. Total de 24 unidades anunciadas.
- Colômbia — doze aeronaves[63]
- Chile — seis aeronaves[63]
- Argentina — seis aeronaves

### Em negociação
Vários países fizeram contatos para avaliar a aeronave como possível substituição da atual frota de aviões cargueiros, porém, não manifestaram intenção de compras.
- Bolívia - seis aeronaves. Interesse não confirmado pela Embraer nem pelo governo da Bolívia, mas confirmado por autoridades brasileiras.[64]
- Emirados Árabes Unidos — quantidade não divulgada. Interesse no cargueiro manifestado pelo governo dos Emirados Árabes Unidos.[65]
- Itália — quantidade não divulgada. Interesse no cargueiro manifestado pelo governo italiano.[66]
- Polónia — quantidade não divulgada.[67]
- Ucrânia — quantidade não divulgada. Interesse no cargueiro manifestado pelo governo ucraniano.[68]
- África do Sul — quantidade não divulgada.
- Egito — quantidade não divulgada.
- Índia — quantidade não divulgada.
- Ruanda — quantidade não divulgada.
- Eslováquia — Em 10 de dezembro de 2024, foi assinada uma carta de intenções.[69]
- Turquia — quantidade não divulgada.[70]
- Finlândia — quantidade não divulgada.[71]

### Pedidos cancelados
- Alemanha — quatro a seis aeronaves, que seriam operadas em conjunto com a França e outros países europeus, membros da OTAN. A Alemanha anunciou formalmente que iria operar dez C-130 (seis alemães e quatro franceses). O acordo de cooperação ainda necessitaria ser aprovado pelo parlamento alemão.[72][73]
- Nova Zelândia — cinco aeronaves. O governo neozelandês optou pelo Lockheed C-130J como substituto dos antigos C-130 Hercules.[74]

## Contratos e entregas

### Brasil
A Embraer assinou com o governo brasileiro o primeiro contrato para produção em série do cargueiro em 20 de maio de 2014, em um negócio estimado em R$ 7,2 bilhões, que incluía suporte logístico, peças sobressalentes e manutenção. A primeira entrega sofreu um atraso de quase um ano, devido a um acidente com um protótipo em maio de 2018 durante os testes. Para que o programa não fosse interrompido, a FAB concordou em disponibilizar duas aeronaves de produção (002 e 003) para serem utilizadas na finalização da campanha de teste de voo.
A Força Aérea Brasileira (FAB) recebeu a primeira aeronave no dia 4 de setembro de 2019, entregue na Base Aérea de Anápolis, em Goiás. Até setembro de 2024, foram entregues sete unidades, incorporadas ao Primeiro Grupo de Transporte de Tropa (1º GTT)-Esquadrão Zeus, sediado em Anápolis e ao Primeiro Esquadrão do Primeiro Grupo de Transporte (1º/1º GT)-Esquadrão Gordo, sediado na Base Aérea do Galeão, Rio de Janeiro.
Em abril de 2021, o Ministério da Aeronáutica iniciou negociações com a Embraer, para a redução do número de encomendas. Depois de várias tentativas de acordo que se estenderam por mais de seis meses, e com a recusa da proposta pela Embraer, em 12 de novembro o governo anunciou oficialmente a intenção de reduzir a quantidade prevista nos contratos, de 28 para 15 aeronaves. Três meses depois, em fevereiro de 2022, a Embraer comunicou que havia chegado a um acordo com a FAB, tendo sido ajustado o contrato, reduzindo de 28 para 22 unidades, com a previsão das entregas estendida até 2034. Segundo a empresa, a quantidade e o novo prazo foram ajustados adequando-se "às condições orçamentárias da FAB ao mesmo tempo em que permite à Embraer um melhor planejamento de longo prazo junto aos seus fornecedores".

### Portugal
A compra de cinco aeronaves foi confirmada em julho de 2019, com previsão de serem entregues de 2023 a 2027. O contrato foi assinado em 22 de agosto do mesmo ano, sendo a primeira venda internacional oficializada. O valor do negócio foi de € 827 milhões (US$ 917 milhões).
A primeira das cinco aeronaves da Força Aérea Portuguesa (FAP) foi recebida no dia 16 de outubro de 2022 na Base Aérea N.º 11, em Beja, iniciando-se a fase de integração e certificação de sistemas pelos portugueses. A segunda aeronave da Força Aérea Portuguesa (FAP) foi recebida no dia 26 de junho de 2024, nas instalações da Embraer, em Gavião Peixoto.
No dia 16 de junho de 2025, durante a 55ª edição do Paris Air Show, a Embraer anunciou que Portugal decidiu adquirir uma sexta aeronave C-390 Millennium, exercendo a opção de compra de uma aeronave adicional do contrato assinado em agosto de 2019. A Embraer e o governo português também estão planejando incluir dez opções de compra no contrato atual, pensando em futuras aquisições por países europeus ou membros da OTAN, por meio de negociações entre governos.
A terceira aeronave da Força Aérea Portuguesa (FAP) foi entregue no dia 17 de julho de 2025, nas instalações da Embraer, em Gavião Peixoto.

### Hungria
Compra de duas aeronaves, assinada em 17 de novembro de 2020, com entregas programadas para 2023 e 2024. O valor do negócio é estimado em US$ 300 milhões ou R$ 1,67 bilhões com o câmbio de novembro de 2020. venda não foi informado. A versão comprada é a primeira em que o interior da aeronave pode ser convertida em uma Unidade de Terapia Intensiva (UTI).
A primeira das duas aeronaves da Força Aérea da Hungria foi recebida no dia 5 de setembro de 2024, em Budapeste, Hungria. A aeronave será a primeira do mundo equipada com uma Unidade de Terapia Intensiva roll-on/roll-off, estando ainda mais bem equipada para realizar missões humanitárias e Missões de Evacuação Médica.

### Holanda
Em julho de 2024, durante uma cerimônia no Farnborough Airshow, Ministério da Defesa da Holanda assinou o contrato para a compra de nove aeronaves C-390 Millennium da Embraer. O contrato é uma compra conjunta com a Áustria – cinco aeronaves serão para a Força Aérea Real Holandesa e quatro para a Força Área Austríaca.

### Áustria
Em julho de 2024, o contrato para a compra de quatro aeronaves foi assinado durante uma cerimônia no Farnborough Airshow. No dia 14 de fevereiro de 2025, a Embraer, iniciou oficialmente a montagem estrutural do primeiro C-390 Millennium para a Áustria, com entregas previstas para começar em 2026.

## Principais missões realizadas
- Uma das primeiras missões reais do Embraer C-390 Millennium foi durante a pandemia de COVID-19, quando duas aeronaves foram utilizadas no transporte de veículos, equipamentos e medicamentos.[96]
- Durante o conflito russo-ucraniano de 2022 foi enviado um C-390 e um VC-99B Legacy, com a missão de resgatar cidadãos brasileiros e de outros países. A missão também levou cerca de doze toneladas de insumos e mantimentos para ajuda humanitária à Ucrânia e resgatou cidadãos brasileiros, ucranianos, argentinos e colombianos, transportados para o Brasil.[97]
- Em junho de 2022, um C-390 do Esquadrão Gordo (1º/1º GT) participou pela primeira vez da Campanha Antártica Brasileira, lançando cargas de suprimento para a Estação Antártica Comandante Ferraz.[98]
- Em agosto de 2022 foi realizada a primeira missão de reabastecimento em voo (REVO) do KC-390 na Força Aérea Brasileira (FAB).[99]
- O Primeiro Grupo de Transporte de Tropa (1º GTT) – Esquadrão Zeus – efetuou pela primeira vez na história da aeronave KC-390 Millennium, da Força Aérea Brasileira (FAB), um pouso em aeródromo de elevada altitude, na cidade de Jauja, no Peru. O pouso foi realizado durante o Exercício Cooperación IX, no dia 11/05, a 11.034 pés, o que corresponde a mais de 3 300 metros de altitude.[100]

## Acidentes e incidentes
Em novembro de 2017 foi reportada a ocorrência de um incidente em ensaio em 12 de outubro do mesmo ano, no qual o primeiro protótipo (PT-ZNF) teve inesperada e substancial perda de altitude, superada após a realização de procedimentos de recuperação pelos pilotos. A mídia especializada relatou que o incidente, durante ensaio em voo para situação de estol, ocorreu pouco antes da aeronave atingir o nível máximo de estol, quando teria ocorrido uma perda de sustentação, provocada por uma alteração repentina do centro de gravidade. Isso teria feito com que o cargueiro perdesse altitude rapidamente e a tripulação só teria conseguido retomar o controle a 1 000 pés (300 metros) de altitude do solo. A provável causa, informada por um engenheiro do programa, teria sido o desprendimento de um equipamento de teste que se deslocou para a parte traseira do compartimento de carga. Como o inesperado desbalanceamento da carga da aeronave teria ocorrido no momento mais crítico (chamado "pré-estol"), a perda de sustentação foi inevitável. A Embraer confirmou o incidente, relatando que houve algumas avarias na aeronave, mas não relacionou o fato a uma alteração do centro de gravidade nem o desprendimento do equipamento, informou que o incidente estaria sob investigação e que não haveria atraso para a primeira entrega da aeronave.
Em maio de 2018, o mesmo protótipo (PT-ZNF) saiu da pista do aeroporto de Gavião Peixoto durante a realização de testes em solo, ocasionando danos aos trens de pouso e a parte estrutural da fuselagem.  Por conta dos danos ao protótipo, a empresa registrou perdas de cerca de 127 milhões de dólares e a entrega do primeiro C-390 Millennium, anteriormente prevista para o final de 2018, foi adiada para 2019.